# CE Premià
CE Premià is een Spaanse voetbalclub uit Premià de Mar in de regio Catalonië. De club heeft als thuisstadion het Municipal de Premià en CE Premià speelt in de Tercera División Grupo 5.

## Geschiedenis
CE Premià werd in 1915 opgericht als Unió Esportiu Premià. In 1921 kreeg de club de huidige naam. Vanaf de jaren tachtig van de twintigste eeuw had CE Premià haar beste periode en promoveerde het in enige jaren tijd van de Segona Territorial naar de Segunda División B, het derde Spaanse profniveau. In totaal speelde CE Premià vier seizoenen in de Segunda División B (1993-1995, 1999-2001). Een twaalfde plaats in deze divisie in 2000 was de hoogste klassering in de clubgeschiedenis.

## Gewonnen prijzen
- Kampioen Tercera División Grupo 5: 1992/1993.